# Mara (region)
Mara – region (mkoa) w Tanzanii.
W 2002 roku region zamieszkiwało 1 363 397 osób. W 2012 ludność wynosiła 1 743 830 osób, w tym 840 020 mężczyzn i 903 810 kobiet, zamieszkałych w 312 444 gospodarstwach domowych.
Region podzielony jest na 7 jednostek administracyjnych drugiego rzędu (dystryktów):
- Bunda District Council
- Butiama District Counci
- Musoma Municipal Council
- Musoma District Council
- Rorya District Council
- Serengeti District Council
- Tarime District Council